# Chris Terry
Chris Terry, född 7 april 1989, är en kanadensisk professionell ishockeyspelare som tillhör Detroit Red Wings i NHL och spelar för deras primära samarbetspartner Grand Rapids Griffins i AHL.
Han har tidigare spelat på NHL-nivå för Montreal Canadiens och Carolina Hurricanes, och på lägre nivåer för Laval Rocket, St. John's IceCaps, Charlotte Checkers och Albany River Rats i AHL, och Plymouth Whalers i OHL.
Terry draftades i femte rundan i 2007 års draft av Carolina Hurricanes som 132:a spelare totalt.